# Bakar (grad)
Bakar je grad i luka u Hrvatskoj. Smješten u Bakarskom zaljevu dio je Primorsko-goranske županije. Leži na sjevernoj obali Jadranskog mora te obuhvaća područje od 12 560 ha i devet naselja. 

## Gradska naselja
Bakar, Hreljin, Krasica, Kukuljanovo, Plosna, Ponikve, Praputnjak, Škrljevo i Zlobin. 

## Zemljopisna obilježja
- Koordinate: 45°31' s.z.š., 14°53' i.z.d.

Bakar se nalazi na brežuljku sjeverozapadnog djela istoimenog zaljeva i okružen je brdima koja dosežu do 300 m nadmorske visine. Cijelo je područje bogato izvorima pitke vode, a prekriveno je bjelogoricom i niskim raslinjem. Najveći dio ipak zauzima goli krš.
Povijesna jezgra (proglašena spomenikom kulture 1968.), podijeljena je na dva dijela: stariji, gornji, tzv. „Grad“ u kojem se razvilo naselje opasano gradskim zidinama i donji dio koji se sastoji od predjela „Zagrad“ i „Primorje“. Klima je mediteranska pa i arhitektura odgovara mediteranskom tipu gradnje s mnoštvom krivudavih, uskih, strmih i stepeničastih ulica i malih trgova. 
Odmah ponad grada prolazi Jadranska magistrala (M2, E65), a na sjeverozapadu, oko 15 km dalje leži grad Rijeka.  

## Stanovništvo
Prema popisu iz 1804., područje Grada je obitavalo 7805 stanovnika. 
Obilježje bakarskoga prostora jesu tri bitno različita područja. Uz obale zaljeva danas živi 25 % stanovnika. Iznad zaljeva, na nadmorskoj visini od 180 – 300 m oko 70 %, a planinsko područje obitava svega 5 % stanovnika iako ono zauzima 70 % površine Grada Bakra. 
| broj stanovnika | 11497 | 10401 | 10022 | 9977  | 9804  | 9603  | 10137 | 8658  | 6953  | 7079  | 7788  | 8008  | 7469  | 7577  | 7773  | 8279  | 7573  |
|                 | 1857. | 1869. | 1880. | 1890. | 1900. | 1910. | 1921. | 1931. | 1948. | 1953. | 1961. | 1971. | 1981. | 1991. | 2001. | 2011. | 2021. |

| broj stanovnika | 2169  | 1900  | 1818  | 1765  | 1870  | 2092  | 2408  | 1829  | 1458  | 1657  | 1991  | 2097  | 1609  | 1642  | 1566  | 1473  | 1187  |
|                 | 1857. | 1869. | 1880. | 1890. | 1900. | 1910. | 1921. | 1931. | 1948. | 1953. | 1961. | 1971. | 1981. | 1991. | 2001. | 2011. | 2021. |

## Gradska uprava
- Adresa: 51222 Bakar, Primorje 39
- Predsjednik poglavarstva: Tomislav Klarić
- Stranka na vlasti: HDZ

## Povijest

### Nastajanje grada i imena
Postoje legende kako je naselje iz kojega je nastao današnji grad, nastalo naseljavanjem Židova iz Jeruzalema koji su u 1. st. pobjegli od razaranja rimskog cara Tita ali i one koje govore o postojanju naselja koje su osnovali Iliri još davno prije naše ere asimilirajući prvotne stanovnike Kelte. Najvjerojatnije je da se na području današnjeg grada nalazilo znatnije naselje imena Volcera koje su naseljavali Rimljani.
U 13. st. se spominju imena  Bukar i Bkri te talijanski naziv Buccari. Ime grada se po prvi puta susreće u Vinodolskom zakoniku (1288.), a postoje pretpostavke kako je nastalo zbog blizine obližnjeg rudnika bakarske rude ili od riječi bukara koja označava drveni vrč oblikom sličan Bakarskom zaljevu.
Bakarski kroničar Bartol Barčić, u rukopisu iz 1740. „Historia d`alcune antiche memorie di Buccari”, spominje i imena Patrassi, Valcera, kao i naziv Lokaj, koji danas nosi jedna gradska ulica.

### Feudalno doba
Grad se najviše razvija između 1225. i 1774. godine. Do tada postoji kao samostalna općina (communitas) s vlastitom upravom (koja se zasnivala na propovijedima svećenika glagoljaša), te crkvenom i vojnom organizacijom. Od 13. st. ulazi u sklop Vinodolske župe kojom, uz ostale krčke knezove, upravljaju velikaške hrvatske obitelj Frankopan i Zrinski. I dalje zadržava samostalnu ulogu prometnog i trgovačkog središte te sve više jača do druge polovice 13. st. i sukoba s Mletačkom Republikom, kad biva djelomično spaljen. Godine 1364. krčki knez Stjepan I osniva bakarsku gospoštiju (dominij) koja dobiva konačne granice tek 1455., te određuje granice grada s hreljinskim i grobničkim dominijem, a kraju daje naziv Meja.    

### Komorsko doba
Nakon pogibije Zrinskih, grad 1671. godine dolazi pod austrijsku državnu upravu i ulazi u Komorsko doba. Iako ovo razdoblje započinje pljačkama dobara i uništavanja postojeće privrede, stavlja Bakar u važan položaj kapetanije nadležne za cijeli Vinodol. Proširena je sudska djelatnost osnivanjem visokog suda zvanog Carski i kraljevski vikarijat, čija je nadležnost obuhvaćala široko područje Gorskog kotara i primorja te je podrazumijevala i donošenje presude smrtne kazne.

### Vladavina Marije Terezije
Dana 13. svibnja 1778., Bakar je proglašen slobodnim gradom poveljom carice Marije Terezije te dobiva status slobodne trgovačke luke što dovodi do razvoja pomorskog prometa, trgovine i pojačane izgradnje. Sljedeće godine, 23. travnja, dobiva status kraljevskog grada te mu carica dodjeljuje grb,autonomiju i crkveni patronat. Godine 1779. osnovana je i prva četverogodišnja osnovna škola.

#### Grb i zastava
Prve spoznaje o grbu dolaze sa sačuvanim pečatnjacima iz 16. st. koji se čuvaju u gradskom muzeju. Oba su prstena izrađena s dotadašnjim grbom na kojem je ugraviran lik sv. Andrije Apostola i ime grada .
Reformama Marije Terezije oblikovan je novi grb koji se ponovno mijenja u 19. st. Prema statutu gradskih općina, koncipiran je na sljedeći način: u gornjoj trećini štita se nalazi šahirani grb s crvenim i srebrnim poljima, u srednjoj trećini su tri kule što simboliziraju tri tvđave ondašnjeg grada u koji su ulazili Trsat, Bakar i Hreljin, a donja trećina na plavom polju sadrži sliku sidra što označuje luku.
Današnji je grb, modernizacija već postojećeg, prihvaćen je 1994. godine. Nije sigurno jeli i zastava službeno prihvaćena ali je poznato da se koristi u puku. Sastoji se od tri poprečne pruge: bijele, koja simbolizira vladavinu obitelji Frankopan, žuta pripadnost Austro-Ugarskoj, a tamnoplava more.

### Od 19. st. do danas
Godine 1849. osnovana je pomorska škola, a 1875. Hrvatsko brodarsko društvo. Bakar je pripojen 1882. Hrvatskoj. 
Izgradnjom željezničke pruge Karlovac – Rijeka 1873., Bakar počinje gubiti važnost zbog preusmjeravanja lučkog prometa na Rijeku. U 20. st. započinje njegova industrijalizacija izgradnjom koksare koja umjesto razvoja donosi ekološku devastaciju cjelokupnog zaljeva (zatvorena 1995.), a današnje malo brodogradilište još služi za gradnju i popravke, uglavnom, ribarskih brodova.

## Gospodarstvo
U ne tako davnoj prošlosti, Bakar je bio središte tunolovstva sjevernog Jadrana, a njegovi su ribari opskrbljivali Rijeku, Trst i Veneciju. Tu je bila i velika flota od 60 trgovačkih jedrenjaka, a svoj ugled duguje i proizvodnji svjetski poznatoga pjenjušca. Danas je raširena tiskarska djelatnost s nekoliko listova i izdanih knjiga, ugostiteljski objekti su rasprostranjeni cijelim područjem, a u zaleđu je izgrađena industrijska zona.

### Bakarska vodica – pjenjušac s bakarskih suhozida
Gradnju bakarskih suhozida je potaknula carica Marija Terezija u drugoj polovici 18. st. dopustivši kmetovima da pustopoljine pretvore u svoje vinograde. Tu se uzgajala vinova loza Belina od koje se dobivao poznati pjenušac „Bakarska vodica”. Prezidi su nastajali do 20. st., a napušteni su 1956. Nedugo zatim su proglašeni etno zonom (zaštićeni krajolik) i upisani su u registar spomenika kulture (1972.).
2001. kulturno-društvena udruga Dolčina iz  Praputnjaka pokreće njihovu ponovnu izgradnju i proizvodnju tradicionalnog pjenjušca čija je proizvodnja regulirana zakonom o vinu iz 1929. godine.

### Industrijalizacija i koksara
Sredinom sedamdesetih godina prošlog stoljeća počinje pojačana industrijalizacija cjelokupne zemlje te su u uvalu grada smješteni privredni objekti: koksara, luka i postrojenja Ine koji su doprinijeli ekološkoj devastaciji cijelog područja.
Koksara je otvorena 1976. i do 1995.  je postojala kao dio bakarske povijesti. Postrojenje je služilo za proizvodnju koksa, a uz kompleks, je 1977. izgrađen i 250 m visok dimnjak koji je služio za emisiju štetnih ispušnih plinova.

### Industrijska zona Bakar – Slobodna zona Kukuljanovo
Današnja industrijalizacija podrazumijeva manje agresivne objekte. 
Slobodna zona Kukuljanovo smještena je u zaleđu grada, 17 km od Rijeke. Nalazi se na izuzetno povoljnom strateškom prometnom pravcu, u neposrednoj blizini autoceste Rijeka – Zagreb, autoceste Rijeka – Split te prometnog pravca planirane autoceste Rijeka – Trst. Lučki kompleks Bakra udaljen je samo 3km, a u blizini je i željeznička postaja Škrljevo.
Aktivnosti koje se tu obavljaju su proizvodnja roba te njihova završna obrada i oplemenjivanje, trgovina na veliko i trgovinsko posredovanje, bankovne usluge i druge monetarne transakcije, osiguranje i reosiguranje imovine i osoba.

## Poznate osobe
- Bartol Krbavac – glagoljaš, pisar čuvenih misala, boravi u Bakru oko 1414.
- Avelin Ćepulić – istaknuti parlamentarac 19. st. i član Narodne stranke, otac mu je bio sudac, a djed Karlo Andrija Avelin Ćepulić (1820. – 1869.) također sudac i političar te član Hrvatskog sabora[4][5][6][7]
- Adolfo Veber Tkalčević – hrvatski filolog, književnik, profesor, zagrebački kanonik
- Ivan Pessi – hrvatski slikar i grafičar[8]
- Cezar Akačić – hrvatski političar, pravaš
- Ivo Margan – hrvatski liječnik i diplomat
- Ervin Vičević – političar i glazbenik

## Znamenitosti

### Gradske zidine - Kaštel
Početak utvrđenja grada seže u rani srednji vijek i doba seoba naroda. U to se vrijeme stanovništvo počelo preseljavati s nesigurne čistine na obližnji brežuljak što se uzdiže 50 m iznad mora. Isti ima oblik trostrane krnje piramide te je njegov odsječeni vrh predstavljao idealno mjesto za smještanje utvrde, Kaštela. Od tuda vode zidovi do utvrda Turan na jugozapadu i četvrtaste kule Fortica na jugoistoku dok se u sredini nalaze glavna gradska vrata.
Pod vlašću krčkih knezova, utvrda dobiva još zatvoreniji izgled. Povišeni su obrambeni zidovi široki po cijeli metar i učvršćene su obje kule. 
Kako svjedoče pisani dokumenti tog vremena, unutrašnjost je bila ugodna za njegove stanovnike. Ulazilo se kroz ulaznu kulu s malim dvorištem sve do stepeništa ograđenog željeznom ogradom koje je vodilo na prvi kat i balkon. Iz te se prostorije ulazilo u kapelicu sv. Mihajla i kuhinju s ognjištem. U kaštelu su se nalazile još tri kuhinje, cisterna u dvorištu i mnoge prostrane dvorane.
Prilaz gradu sa sjeveroistoka štitila su vrata s lančanim mostom dok su ispod dvorca bile kuće i crkva sv. Andrije koja je još uvijek tu.
Kaštel je 1775. godine porušen zbog jakog potresa. Stradali su gornji katovi i visoka kula sa svojim kruništem.
Naknadnim popravljanjem mu je promijenjen izgled. Izjednačavajuju se visine svih prostorija i kula. Bivaju pokrivene zajedničkim krovištem (ukupna površina od 600m²) te dvorac tako gubi slikoviti izgled.
Utvrda služi kao mjesto za proizvodnju platnenih proizvoda od 1766. do 1781. 1849. postaje kabinet novoosnovane Nautičke škole da bi u 19. st. postala vojarnom austrijske vojske.1848. se probijaju velika kamena gradska vrata koja je dao sagraditi ban Josip Jelačić te su imenovana kao Banska vrata i još danas prkose vremenu.

### Crkve

#### Župna crkva sv. Andrije apostola
Najveća je i najstarija crkva u Bakru. Najvjerojatnije datira iz 12. st. Razorena je potresima 1323. i 1750. godine. Godine 1850. obnovljena je i na starim temeljima izgrađena današnja, kasnobarokna crkva, treća po veličini u Hrvatskoj. Ispred crkve je izgrađen zvonik (1710.) koji je izdržao potrese i ostao neoštećen. 
U građevini se nalazi devet oltara: sv. Antuna Pustinjaka, sv. Roka, sv. Trojstva, sv. Vilima, Svih Svetih, sv. Nikole, Majke Božje od Ružarija, sv. Ane i glavni oltar koji je posvećen sv. Andriji Apostolu. Ispod svetišta je kripta s 85 niša u kojima su sahranjeni bakarski uglednici.

#### Crkva sv. Margarete
Sagrađena je 1658. pored bakarske luke.Glavni oltar krasi slika slovenskog slikara Valentina Metzingera iz 1757. Do prvog svjetskog rata je imala dva zvona (jedno je javljalo građanima o izbijanju požara dok je drugo pozivalo na počinak). Nakon završetka rata, vraćeno je samo jedno. 
U crkvi se nalazio i kip sv. Ivana Nepomuka koji je 1804. premješten na trg ispred zgrade Magistrata.

#### Crkva Majke Božje od Porta
U vrijeme kad je crkva sv. Andrije Apostola bila u ruševinama, Crkva Majke Božje od Porta je služila kao župna crkva. Obnovljena je i posvećena 1641., a iz tog vremena datira i drveni kip Bogorodice s mrtvim Isusom u krilu koji se nalazi na glavnom oltaru. 1666. je produžena i proširena, a u 18. st. je uređeno i svetište kojeg je oslikao slikar Valter Meduni. 
- Crkva Sv. Križa
- Crkva sv. Katarine

Postojanje crkve sv. Katarine zabilježeno je na povijesnim kartama Bakra, a njeni ostaci danas nisu vidljivi. Nalazila se u blizini Kaštela, s njegove južne strane.

### Javne zgrade

#### Magistrat
Na mjestu javne zgrade Magistrat, nekada se nalazila Gospodska kuća koja je pripadala grofovima Zrinskim. U njoj su se nalazili uredi komorske gospoštije, a u 18. st. gradska i kotarska municipalna uprava. 
Zgrada koja je izgrađena 1564., obnovljena je 1875. Danas se u njoj nalaze poglavarstvo Grada Bakra te turistički ured.
Palača Marochini – Battagliarini
Špital ili Hospicij– nekadšnja bolnica za zarazne bolesti 1526.
Plovanija 1514.
Biskupija sa starim biskupskim grbom 1494.

### Privatne kuće

#### Rimska kuća
Rimska kuća je renesansna građevina s ložom ukrašenom voltama na prvom i drugom katu i grbom na pročelju. Nekadašnji je samostan časnih sestara, izgrađen početkom 18. stoljeća.

#### Turska kuća
Ova se oblikovno neobična građevina nalazi na istaknutom položaju gradskog trga Plačica. Donji dio je pravilnog četverokutnog oblika a gornji dio i krovna konstrukcija su u nepravilnog peterokutnog obličja te sama građevina podsjeća na turski čardak. Ne zna se tko ju je i kada sagradio.

## Obrazovanje
- Dječji vrtić Bakar „Fiolica“
- Osnovna škola Bakar
- Pomorska škola Bakar

## Kultura

### Gradski muzej Bakar
Opći – zavičajni muzej, smješten je u izgradi izgrađenoj 1690. U njemu se čuvaju arheološka zbirka, arhiv kulturalno-povijesnog materijala (glagoljski natpisi), navigacijske sprave i drugi povijesno vrijedni predmeti. Nije otvoren za javnost.

### Dom kulture
Dom kulture Matija Mažić

### Udruge
Kulturne udruge
- KUD „Žažara“ Zlobin
- KUD „Sloga“ Hreljin
- KUD „Primorka“ Krasica
- KUU „Sklad“ Bakar (Muška i Ženska klapa „Sklad“, Mješoviti zbor), utemeljena 1877.[9]
- KUU „Sv. Andrej“ Bakar, Dječji zbor „Ribice srebrice“
- Zabavno-glazbena udruga „Astra“ Krasica
- Ženska klapa „Mareta“ Bakar
- Dječji zbor „Praputnjarski slavići“ Praputnjak
- Klapa "Škrljevo" Škrljevo
- Katedra čakavskog sabora «LJubo Pavešić» Škrljevo
- KDU «Praputnjak» Praputnjak
- Klapa «Reful» Hreljin
- Udruga «Bakarska žena» Bakar
- Udruga «Škrljevska žena» Škrljevo
- Udruga «Vita» Bakar
- Društvo «Naša djeca» Bakar
- Udruga «Nemesis» Škrljevo

Karnevalske udruge
- karnevalska udruga "Bakarske maškare" - Bakar
- karnevalska udruga "Škrljevske maškari" - Škrljevo
- karnevalska udruga "Čočman Express" - Hreljin
- karnevalska udruga "Krasica pa Rio" - Krasica
- karnevalska udruga "Mesopustari Praputnjaka" - Praputnjak
- karnevalska udruga "Kukuljanske maškare" - Kukuljanovo
- karnevalska udruga "Zlobinske maškare" - Zlobin

Ostale udruge
- Bakarska udruga bežićno umreženih informatičkih sustava "BKWIRELESS"

### Margaretino ljeto
Margaretino ljeto se održava svake godine i objedinjuje skup manifestacija kulturno – umjetničkog karaktera: koncerte, predstave kazališnih družina, čakavske večeri te susret likovnih stvaratelja.

## Šport
- Nogometni klub "Naprijed" Hreljin
- NK "Borac" Bakar
- Košarkaški klub "Bakar" Bakar
- Košarkaški klub "Škrljevo" Škrljevo
- Ženski boćarski klub "Hreljin" Hreljin
- Ženski boćarski klub "Škrljevo" Škrljevo
- Boćarski klub "Škrljevo" Škrljevo
- Boćarski klub "Kukuljanovo" Kukuljanovo
- Streljački klub "Kvarner" Kukuljanovo
- Malonogometni klub "Vitez 1929" Škrljevo
- Moto klub "Škrljevo" Škrljevo
- Sportsko ribolovno društvo "Luben" Bakar
- Kuglački klub "Zlobin" Zlobin
- Judoklub "Samurai" Bakar
- Ragbi klub "Vilani"

Kvarnerska veslačka regata održava se u Bakru od 1958. godine.

## Zanimljivosti
- Maškarani auto-rally Pariz – Bakar – tradicionalna i u svijetu jedinstvena karnevalska manifestacija (gdje maskirani auti i njihovi vozači putuju iz Rijeke u Bakar) koja je sastavni dio Međunarodnog riječkog karnevala, a odvija se u organizaciji Auto kluba Rijeka te pod pokroviteljstvom Turistuičke zajednice Grada Rijeke, Grada Bakra i općine Kostrena. Sama manifestacija je potaknuta nazočnošću Tihomira Filipovića, na rallyu Paris – Dakar 1990.g[10]

- bakarski baškot – tipičan prepečeni ili svježi krušni proizvod (vrsta peciva) u obliku koluta koji su donijeli ribari iz Chioggie. Nekada se nosio umjesto kruha na duža ribolovna putovanja, tradicionalno se umače u vino.

## Dodatni podatci
- zaštitnik grada: sv. Andrija Apostol
- Dan grada: 13. srpnja
- do 1997. postoji kao Općina Bakar

## Vanjske poveznice
|  | Zajednički poslužitelj ima stranicu o temi Bakar (grad)    |
|  | Zajednički poslužitelj ima još gradiva o temi Bakar (grad) |

- Službene stranice Grada Bakra
- Turistička zajednica Grada Bakra
- Grad Bakar - INECO
- Industrijska zona – slobodna zona Kukuljanovo[neaktivna poveznica]

|  | Portal Hrvatske: pristup člancima s tematikom o Hrvatskoj |